# Ove Bang

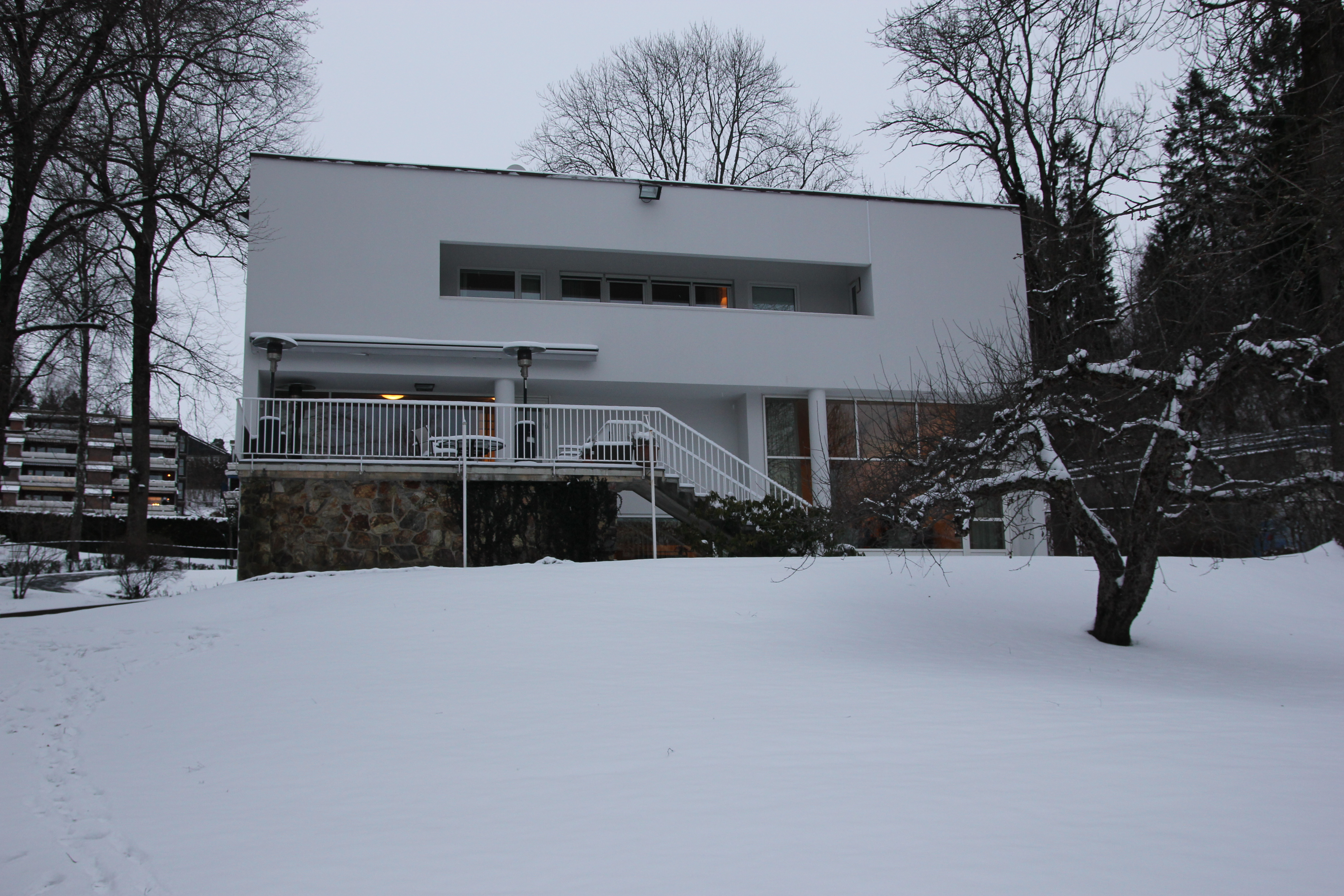
Villa Ditlef-Simonsen (1933), Oslo

Ove Bang (Røyken, 13 de septiembre de 1895-Oslo, 21 de mayo de 1942) fue un arquitecto racionalista noruego. 

## Trayectoria
Nació en Røyken en 1895, hijo de Rudolph Wilhelm Bang y Maggie Caspersen. Estudió en el Instituto de Tecnología de Noruega, en Trondheim. Trabajó inicialmente en el estudio de Magnus Poulsson. Una vez establecido por su cuenta, sus primeras obras son todavía en estilo tradicional, hasta que hacia 1930, con la villa Barth-Olsen en Rjukan, se adentra en la arquitectura racionalista de moda en Europa.
En 1933 fue autor de la villa Ditlef-Simonsen en Oslo, que recuerda la villa Savoye de Le Corbusier por su alzado sobre pilotis, su planta libre y su tejado-terraza.
Su carrera empezó a cobrar auge gracias al edificio Bibelskole de Oslo (1935), que reunía un hotel y una sala de conciertos. Desde entonces recibió diversos encargos públicos y privados, ganó varios concursos arquitectónicos y recibió diversos premios por su labor. Otra de sus obras relevantes fue el edificio Samfunnshuset en Oslo (1934-1940), una estructura polivalente que acoge en el centro el cine Sentrum Kino y la sala de teatro y conciertos Samfunnssalen, además de oficinas, tiendas y un restaurante.